# Vamuna virilis
Vamuna virilis is een vlinder uit de familie van de spinneruilen (Erebidae). De wetenschappelijke naam van deze soort is voor het eerst voorgesteld als Agylla virilis door Lionel Walter Rothschild in een publicatie uit 1913.
De soort komt voor in het noordoosten van de Himalaya, Taiwan en Malakka.